# Sunetta meroë
Sunetta meroë is een tweekleppigensoort uit de familie Veneridae. De wetenschappelijke naam werd gepubliceerd in 1758 door Carl Linnaeus in de tiende editie van Systema naturae.